# 론풀랑크
론풀랑크 S.A.(Rhône-Poulenc S.A.)는 프랑스의 제약 및 화학 기업이다. 1999년 독일의 회흐스트 주식회사와 합병, 아벤티스가 되었고, 다시 사노피에 인수되어 현재는 사노피의 자회사이다.

## 역사
- 1801년 - 염료회사 매종 드베 에크스트레 탱토리오가 설립.
- 1895년 - 론화학공장회사가 되었다.
- 1928년 - 론화학공장회사는 제약기업인 풀랑크프레레와 합병하여, 사명을 명칭하고,
- 1961년 - 사명을 론풀랑크로 개칭했다.
- 1980년 - 국유화한 뒤,
- 1987년 - 로고를 변경한 후,
- 1990년 - 미국 로라사와 합병으로 롱프랑로라가 되었고,
- 1999년 - 독일 훽스트와 합병으로 아벤티스가 됐다.

## 같이 보기
- 사노피